# Spoorlijn Arnhem - Nijmegen
De spoorlijn Arnhem - Nijmegen is een door de Staat der Nederlanden aangelegde spoorweg tussen de Nederlandse steden Arnhem en Nijmegen. De dubbelsporige lijn is aangelegd in 1879 en heeft een lengte van ongeveer 17 kilometer. Plannen voor de spoorlijn waren er eerder, maar met name vanwege de kosten voor de spoorbruggen over de Nederrijn en Waal, werd de bouw uitgesteld. Vlak voor de Tweede Wereldoorlog werd de lijn geëlektrificeerd. In de Tweede Wereldoorlog zijn deze bruggen beide meermaals opgeblazen en op een later moment hersteld. Tussen de Tweede Wereldoorlog en 2001 kende de lijn maar een station tussen Arnhem en Nijmegen, dat van Elst.

## Geschiedenis

### Voorgeschiedenis
In Nederland werden de eerste spoorlijnen aangelegd door particulier initiatief. Handelsbelangen waren een belangrijke drijfveer voor particulieren om spoorlijnen op te zetten. Een van de particuliere spoorlijnen die werd opgezet was de spoorlijn Amsterdam - Elten. Deze was opgezet om het goederenvervoer tussen Amsterdam en het Duitse achterland te bevorderen. Deze spoorlijn voerde van Amsterdam naar Utrecht en vervolgens naar Arnhem en de Duitse grens. Hierdoor was Arnhem vanaf 1845 aangesloten op het spoornetwerk. Als het aan de Nijmeegse Kamer van Koophandel had gelegen, had de verbinding naar het Duitse achterland via Nijmegen gelopen, maar dit verzoek werd afgewezen. In 1846 volgde een verlening van een concessie voor een spoorlijn van Arnhem naar Nijmegen en vervolgens doorgetrokken naar Veghel. De concessie werd in 1849 ongebruikt teruggegeven. In 1857 volgde een concessieaanvraag van een sociëteit voor een spoorlijn van Marseille naar Hamburg, die onder andere via Nijmegen en Arnhem diende te lopen. Een andere concessieaanvraag was van de heer Bredius uit Dordrecht, die in de periode 1860 - 1870 geprobeerd heeft een concessie te verkrijgen voor de aanleg van een spoorlijn van Dordrecht naar Nijmegen en Arnhem. Al deze initiatieven leidden niet tot de aanleg van een spoorlijn tussen Arnhem en Nijmegen.
Doordat de Nederlandse staat van mening was dat de ontwikkeling van het Nederlandse spoornetwerk achter begon te lopen ten opzichte van omliggende landen werd besloten tot het aanleggen van spoorwegen door de staat. In de plannen zat een spoorlijn tussen Arnhem en Nijmegen. De plannen werden besproken in de Tweede Kamer. Opvallend was dat Joannes Antonius Christianus Arnoldus van Nispen van Sevenaer, afgevaardigde van het kiesdistrict Liemers en Nijmegen, bezwaar had tegen de spoorlijn Arnhem - Nijmegen. Hij trok zijn bezwaren in nadat vanuit de Nijmeegse bevolking was gedreigd bij een volgende verkiezing op een tegenkandidaat te stemmen. Onder minister-president Floris Adriaan van Hall werd de wet aangenomen voor het aanleggen van de staatsspoorwegen inclusief de spoorlijn Arnhem - Nijmegen.
Nijmegen, dat destijds met 22.000 inwoners een middelgrote stad was, werd alsnog buiten de definitieve plannen gehouden. Een aangevraagde concessie van Bredius-Sijpestein-Reesema voor een spoorlijn tussen Arnhem en Nijmegen werd door de Tweede Kamer goedgekeurd, maar werd door de Eerste Kamer tegengehouden en uiteindelijk uit de plannen gehaald. Een commissie van notabelen uit Nijmegen diende door middel van een memorie een plan in om alsnog op het staatsnetwerk aangesloten te worden. Hierbij werd met name ingegaan op de handel tussen Amsterdam en Duitsland dat per spoor vervoerd kan worden en dat de route via Nijmegen vele voordelen zou bieden. Tevens was men bang dat in Duitsland bij Elten een brug over de Rijn werd gebouwd, waardoor Nijmegen ook in de toekomst niet op het Nederlandse net zou worden aangesloten. In de memorie vroegen de notabelen zes miljoen gulden subsidie voor de aanleg van de spoorlijn Arnhem-Nijmegen en werden de bruggen over de Nederrijn en Waal als grootste kostenposten gezien. De memorie kon geen verschil maken in de korte termijn plannen en Nijmegen werd hierdoor niet opgenomen in het netwerk van staatsspoorwegen. Arnhem kreeg door de staatsspoorwegen een verbinding met het noorden van het land, door de aanleg van de Spoorlijn Arnhem - Leeuwarden: naar Zutphen, Zwolle en Leeuwarden met onderweg meerdere aansluitingen op andere staatslijnen.

### Staatsspoorwegen Tweede Fase
Bij de aanleg van de staatsspoorwegen werd door ingenieurs van de staatsspoorwegen opgemerkt dat in het oosten van het land geen noord-zuidverbinding aanwezig was en dat de Maatschappij tot Exploitatie van Staatsspoorwegen geen aaneengesloten netwerk had. Dit laatste werd veroorzaakt doordat de Nederlandsche Rhijnspoorweg-Maatschappij en de Nederlandsche Centraal-Spoorweg-Maatschappij in het midden van het land enkele lijnen aangelegd hadden en in exploitatie kregen. De ingenieurs wezen eveneens als de notabelen eerder erop dat een verbinding tussen Nijmegen en Arnhem een goede invloed zou hebben op de handel. De militaire kant van de spoorweg werd benadrukt: troepen zouden sneller langs de oostelijke grens vervoerd kunnen worden.
Er werd in 1873 besloten om na voltooiing van de eerste staatsspoorwegen nog een tiental spoorlijnen aan het staatsnetwerk toe te voegen. De spoorlijn Arnhem-Nijmegen was een van deze lijnen. Reden was dat de staat niet verwachtte dat particulieren de spoorlijn zouden aanleggen, mede vanwege de hoge kosten voor de bruggen.

### Onteigening en werkzaamheden
Er diende een traject gekozen te worden, waarbij bij zowel Arnhem als Nijmegen de vraag was of ten oosten of ten westen van de stad de Nederrijn, respectievelijk de Waal, overgestoken diende te worden. Er werden variantenstudies uitgevoerd en in 1874 kwam er als eerste een besluit over de ligging van de Waalbrug. Deze werd ten noordwesten van de stad gesitueerd, tussen de bebouwde kom en de Waalhaven. Voor de oostvariant bij Nijmegen zouden de grondwerkzaamheden vele malen duurder uitpakken en zou mogelijk een nieuw fort ter verdediging van het land gebouwd moeten worden. Voor de brug over de Nederrijn waren twee opties: ten oosten van Arnhem nabij Malburgen of ten westen van Arnhem in de Rosandepolder. De gemeente Arnhem had de voorkeur uitgesproken voor een oostelijke variant hetgeen ook werd beargumenteerd in een bezwaarschrift bij het onteigeningsplan. De westelijke variant werd uiteindelijk door de Tweede Kamer verkozen om meerdere redenen, te weten wegens de aansluiting op bestaande spoorlijnen en de staat van de Nederrijn op deze locatie. Deze diende, net zoals de Waal, gedeeltelijk genormaliseerd te worden, maar bij Malburgen zouden deze ingrepen veel ingrijpender zijn. Bij de Nederrijn werden hiervoor zes extra kribben aangelegd en bij de Waal vijf. Het bezwaar van de dijkstoel Overbetuwe waarin de angst op een grote kans tot overstroming werd bij het besluit tegengesproken.
Niet alle gronden waarop de spoorlijn was geprojecteerd waren in eigendom. Deze gronden dienden verworven te worden, maar niet alle grondeigenaren wilden via minnelijke verkoop hun gronden afstaan, vanwaar er onteigening werd ingezet. Bij de behandeling in de Tweede Kamer werd het onteigeningsvoorstel aangenomen met 40 voorstemmen en 22 tegen. Later werd het voorstel ook door de Eerste Kamer aangenomen. De minister was echter al op de zaken vooruit aan het lopen en had de aanbesteding voor pijlers van de Rijnbrug in gang gezet. Hierop kon een verzoek tot onteigening van de resterende gronden bij de rechter ingediend worden, waarna op 28 oktober 1875 het Koninklijk Besluit volgde en de resterende delen aangelegd konden worden.

### Opening
De plechtigheden voor het openen van de lijn vonden plaats op 10 juni 1879. Deze plechtigheden waren eerst voor 15 mei 1879 gepland, maar vanwege verzakkingen in het baanvak bij Elden dienden ze te worden uitgesteld. Het spoor was hier op oude rivierslib gebouwd die door het zwaardere zandpakket was verzakt. Tevens was er sprake van uitlopende werkzaamheden bij station Nijmegen. Op 15 juni reden de eerste personentreinen over het spoor. In Nijmegen werd een feest georganiseerd vanwege de opening van de lijn. Deze werden echter grotendeels afgeblazen, omdat op de dag na de opening van de lijn, op 11 juni, kroonprins Willem van Oranje-Nassau overleed.
In 1940 is er besloten tot elektrificatie van de spoorlijn als onderdeel van middennet. Na de oplevering van de elektrificatie reden er elk uur een trein vanuit Amsterdam, Den Haag of Rotterdam naar Arnhem. Tijdens de Tweede Wereldoorlog werd de spoorlijn meerdere malen aangetast. Zo werden de bruggen over de Nederrijn en Waal verwoest. Op de laatste dag van Operatie Market Garden werd nabij stopplaats Laarstraat een trein met vliegtuigbommen tot ontploffing gebracht, dat ertoe leidde dat het spoorgedeelte en de directe omgeving grotendeels werd vernietigd. De lijn is na de Tweede Wereldoorlog hersteld tot in de huidige vorm.

### Aansluitingen
Door de aanleg van de lijn, werd de spoorlijn Nijmegen - Kleef, die in 1865 was geopend, rendabel. Deze werd geëxploiteerd door de Rheinische Eisenbahn. Voor de aansluiting werd het spoor nog wel verlengd naar het nieuwe station Nijmegen. In Arnhem was het spoor aangesloten op de spoorwegen naar Leeuwarden, Utrecht en Duitsland, waardoor dit een spoorwegknooppunt werd.
Drie jaar na de opening van de spoorlijn Arnhem - Nijmegen werd ten zuiden van Elst de spoorlijn naar Geldermalsen in gebruik genomen. De zogenaamde Betuwelijn kreeg in 1882 zowel een aansluiting richting Arnhem als een aansluiting naar Nijmegen. In Elst en Ressen-Bemmel kon worden overgestapt.

### Internationale treindiensten
Door de aansluiting met de spoorlijn Elst - Dordrecht werd het trajectgedeelte tussen Ressen-Bemmel en Nijmegen onderdeel van een belangrijke internationale spoorwegverbinding. Via deze route onderhield de HIJSM vanaf 1889 een eigen rechtstreekse verbinding van Amsterdam via Amersfoort en Kesteren naar Duitsland.
Toen in de loop van de jaren 20 van de 20e eeuw de spoorwegmaatschappijen steeds verder gingen samenwerken verloor de verbinding via Kesteren aan belang en reden de meeste treinen tussen Amsterdam en Duitsland via de oude Rhijnspoorweg. De lijn via Kesteren werd nog gebruikt voor doorgaande sneltreinen van Amsterdam via Nijmegen naar Maastricht en verder richting Zuid-Duitsland en Zwitserland.
In 1944 werd de spoorbrug bij Rhenen vernield. De brug werd na de Tweede Wereldoorlog niet hersteld, waardoor er een einde kwam aan de rechtstreekse treinen van en naar Amsterdam via de Betuwelijn. De meeste internationale treinen bleven via Arnhem en Zevenaar rijden. Een enkele doorgaande trein reed via Nijmegen. In 1988 reed de laatste D-trein via Nijmegen. Drie jaar later werd het internationale treinverkeer dat via de spoorlijn Nijmegen - Kleef reed, beëindigd.

### Ongevallen
Op de spoorlijn zijn diverse treinongelukken gebeurd. Een van de grotere gebeurde in 1954 waarbij een sneltrein op een stoptrein botste nabij station Elst. Hierdoor kwamen zes mensen om het leven. Reden voor het ongeluk was een foute wisselstand. Aanrijdingen met dodelijke afloop kwamen vaker voor.

## Traject

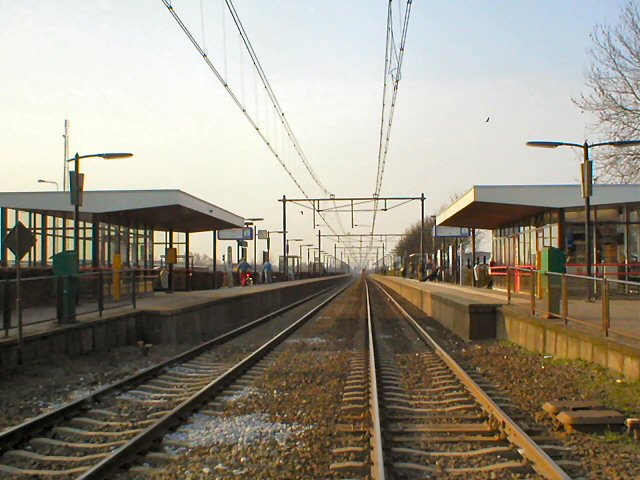
Station Elst

De officiële kilometrering begint bij de aftakking van spoorlijn Amsterdam - Elten ten westen van Arnhem, tussen het bedrijventerrein Arnhems Buiten en Mariëndaal. Hier buigt het spoor naar het zuiden af. Aangezien de spoorlijn Amsterdam - Elten verdiept is aangelegd in de glooiingen van de Veluwe, begint de aftakking ook verdiept. Vervolgens volgt een verhoogd gedeelte, wanneer de spoorlijn het dal van de Klingelbeek doorkruist. De laatste glooiing bevindt zich vlak voor de Rosandepolder, waar eveneens een gedeelte is afgegraven. Ter hoogte van deze afgraving stond het station Oosterbeek Laag. Vanaf dit station loopt de spoorlijn over een spoordijk naar en door de Rosandepolder.
Aan de zuidkant van de Nederrijn was vlak na het kruisen van de Drielsedijk/Drielse Rijndijk stopplaats Rijnbrug gelegen. Vanaf hier gaat de lijn over wederom een spoordijk door het voormalige Eldensche Veld, een oud poldergebied. In de jaren 70 en 80 van de twintigste eeuw is hier de woonwijk Elderveld gerealiseerd. Na het kruisen van de Eldense Zeeg voerde de spoorlijn door de buurtschap De Laar, dat voornamelijk uit broekland bestond. Ter hoogte van de Laarstraat, waar in de 21e eeuw een fietspad de markering vormt tussen de bebouwde kom van Arnhem en het buitengebied, was stopplaats Laarstraat gelegen. Tussen beide voormalige stopplaatsen is in 2005 station Arnhem Zuid geopend, dat onder andere de nieuwe wijk Schuytgraaf een toegang geeft tot het spoornetwerk.
Op het grondgebied van de voormalige gemeente Elst doorkruiste het spoor, dat inmiddels tot maaiveld is gezakt het buitengebied. Ter hoogte van de Linge was de stopplaats De Wetering aangelegd, die enkele honderden meters later werd gevolgd door stopplaats Arnhemschestraat. Deze stopplaats was gelegen aan de noordelijke uitvalsweg van Elst. Al vanaf de oorspronkelijke plannen was het de bedoeling dat de spoorlijn een station nabij Elst zou krijgen. Dit station kwam ten zuidoosten van de kern en is gebouwd inclusief rangeerterrein. Het station is in 1982, na een herinrichting van het stationsgebied, iets noordelijker gesitueerd.
Elst vormde het knooppunt met de spoorlijn Elst - Dordrecht, waarbij het gedeelte Elst - Geldermalsen in 1882 gereed kwam. Tussen de noordelijke en zuidelijke aansluiting met deze spoorlijn lag stopplaats Reet. Echter werd stopplaats Vork, dat op de lijn Elst - Dordrecht was gelegen, als overstapstation gebruikt. Dit station werd in 1931 gesloten, mede doordat het overstappen vanaf 1928 op station Ressen-Bemmel plaatsvond, iets ten zuiden van het knooppunt gelegen.
In het erop volgende gedeelte werd de spoorlijn richting Lent aangelegd. Ter hoogte van Lent maakte de spoorlijn een flauwe bocht, zodat de Waal haaks overgestoken kon worden. Bij de Waaldijk was halte Lent gelegen. Het huidige station Lent is noordelijker gelegen. Na de Waaldijk begint direct de Waalbrug met bij het zuidelijke bruggenhoofd een vestingwerk ontworpen door Pierre Cuypers, gevolgd met een brug over de Voorstadslaan en de stamlijn Nijmegen. Na deze bruggen vergrootte het aantal sporen zich snel begonnen de perrons van station Nijmegen. Het station was vanwege de komst van de spoorlijn Arnhem - Nijmegen verplaatst naar deze locatie.

## Treindiensten
| Serie       | Treinsoort         | Route | Bijzonderheden |
| ----------- | ------------------ | --- | --- |
| 3000        | Intercity (NS)     | Nijmegen – Arnhem Centraal – Ede-Wageningen – Veenendaal-De Klomp – Driebergen-Zeist – Utrecht Centraal – Amsterdam Centraal – Zaandam – Alkmaar – Den Helder           | Veenendaal-De Klomp wordt alleen na 19:00 bediend door deze serie. |
| 3100        | Intercity (NS)     | Den Haag Centraal – Leiden Centraal – Schiphol Airport – Amsterdam Bijlmer ArenA – Utrecht Centraal – Veenendaal-De Klomp – Ede-Wageningen – Arnhem Centraal – Nijmegen | Rijdt na circa 22:30, zaterdagochtend tot circa 9:00 en op zondagochtend tot circa 10:00 niet tussen Nijmegen en Utrecht Centraal v.v. Stopt alleen van vrijdag t/m zondag tot circa 19:00 te Veenendaal-De Klomp. |
| 3600        | Intercity (NS)     | Roosendaal – Breda – Tilburg – 's-Hertogenbosch – Nijmegen – Arnhem Centraal – Dieren – Zutphen – Deventer – Zwolle                                                     | |
| 6600        | Sprinter (NS)      | Dordrecht – Breda – Tilburg – 's-Hertogenbosch – Nijmegen – Arnhem Centraal                                                                                             | Rijdt alleen doordeweeks tot 19:00 uur tussen Nijmegen en Arnhem Centraal v.v. |
| 7600        | Sprinter (NS)      | Wijchen – Nijmegen – Arnhem Centraal – Dieren – Zutphen | 's Avonds na 20:00 uur en op zondag wordt er niet tussen Nijmegen en Wijchen v.v. gereden en wordt 1x per uur gereden tussen Arnhem Centraal en Zutphen v.v.                                                       |
| 21430       | Intercity (NS)     | Utrecht Centraal – Driebergen-Zeist – Veenendaal-De Klomp – Ede-Wageningen – Arnhem Centraal – Elst – Nijmegen                                                          | Nachtnet. Rijdt alleen in de nachten van vrijdag op zaterdag en zaterdag op zondag. Stopt richting Utrecht Centraal niet in Veenendaal-De Klomp en Driebergen-Zeist.                                               |
| 31100 RS 33 | Stoptrein (Arriva) | Arnhem Centraal – Elst – Tiel | Stopt niet te Arnhem Zuid. |

## Kunstwerken
Al voor de aanleg van de spoorlijn was duidelijk dat de bruggen over de Nederrijn en de Waal de grootste kunstwerken zouden worden. Hiervoor zijn uitgebreide studies en berekeningen gemaakt. De tussenliggende polder Overbetuwe was vlak en kende amper belemmeringen. De Linge was het grootste tussenliggende water dat overbrugd diende te worden met daarnaast enkel kleinere zegen. Aan Arnhemse zijde is een verhoogde spoordijk aanwezig die ter hoogte van Oosterbeek glooiingen doorkruist, waarvoor gronden afgegraven zijn.

### Waalbrug
De locatie van de Spoorbrug Nijmegen over de Waal was als eerste bepaald van de eerste twee bruggen. Met de bouw werd in 1875 begonnen. Aan de bouw van de brug hebben sappeurs en mineurs van het Nederlandse leger meegeholpen. Boven op het landhoofd aan Nijmeegse zijde werden ook verdedigingswerken gebouwd. Aan de noordzijde diende de Waaldijk aanpast te worden. De eerste brug had drie openingen boven de rivier van 127 meter breed met elk een eigen stalen boog. Aan de noordzijde had de brug een aanbrug vijf openingen boven land van 56,5 meter breed. De onderdoorgang had een hoogte van 22,5 boven Amsterdams Peil. De brug is op 12 juni 1879 geopend. Drie dagen later reed de eerste trein over de brug.
Vanwege de Duitse aanval op Nederland in 1940, werd de middelste overspanning van spoorbrug in de middag van 10 mei opgeblazen door de Nederlandse genie. Hierdoor werd station Nijmegen Lent tijdelijk heropend om als het eindpunt van de spoorlijn te fungeren. De brug werd door Duitse troepen hersteld, dankzij onderdelen die eigenlijk bestemd waren voor de Schalkwijkse brug over het Amsterdam-Rijnkanaal. De brug werd hierdoor terug van twee sporen naar een spoor gebracht en er werden twee extra hulppijlers in de Waal geplaatst. Bij de terugtocht van de Duitsers in 1944 werd een van de nieuwe pijlers opgeblazen, waardoor de brug weer in onbruik raakte. De pijler werd hersteld en het jaar erop reden de eerste (niet-geëlektrificeerde) treinen weer over de brug. Vijf jaar later was de brug geheel hersteld: Er waren weer twee sporen beschikbaar en ook elektrische treinen konden de brug weer over.
In de jaren 80 is de brug vervangen. De drie bogen werden vervangen door een boog van 235 meter en was toen de spoorbrug met de grootste overspanning in Nederland. De resterende meters werden gevuld door de aanbrug te verlengen. Een gedeelte van het stalen onderwerk werd vervangen door beton. In de periode 2003-2004 werd de snelbinder, een fiets- en voetpad, aan de spoorbrug gehangen.

### Brug over de Nederrijn
De locatie ten westen van Arnhem, in de Rosandepolder, werd het beste geacht voor het overbruggen van de Nederrijn. De rivier werd hier gekanaliseerd om zo de stroming te normaliseren. Daarnaast werd de Nederrijn uitgebaggerd, om voor de scheepvaart voldoende diepgang te creëren. De eerste brug had twee openingen boven de rivier van 90 meter breed. Aan de noordzijde is een aanbrug gebouwd met vijf openingen boven land van 53,5 meter breed. De onderdoorgang had een hoogte van 22,3 meter boven Amsterdams Peil. Aan de zuidzijde van de brug waren tolhuisjes gebouwd.
Tijdens de Tweede Wereldoorlog werd de brug tot tweemaal toe verwoest. Eerst door Nederlandse troepen die tijdens de Duitse inval de brug opbliezen om zo de Duitse opmars te vertragen. Deze brug werd door de Duitsers hersteld door het plaatsen van een enkelsporige brug uit Zaltbommel. Tijdens de Slag om Arnhem werd de brug op 17 september 1944 verwoest door de Duitsers. Hierbij gingen zowel de overspanning over de Rijn als de aanbruggen verloren. Na de Tweede Wereldoorlog werd de brug hersteld door onderdelen te gebruiken van andere bruggen. Dit was een tijdelijke oplossing, tot de bouw van een nieuwe brug die in 1952 gereed kwam. Deze was 135 meter lang, had geen pijler in de rivier en was tweesporig.

## Stations en gebouwen
Overzicht van stations langs de lijn (cursief: voormalig station):
| Station          | Geopend | Huidig gebouw                                                                                      |
| ---------------- | ------- | -------------------------------------------------------------------------------------------------- |
| Arnhem Centraal  | 1845    | 2015, NS, 4e gebouw, uniek ontwerp van UNStudio                                                    |
| Oosterbeek Laag  | 1879    | 1877, SS, 1e gebouw, uniek ontwerp in gebruik als woonhuis, station gesloten in 1938               |
| Rijnbrug         | 1879    | geen, station gesloten in 1931                                                                     |
| Arnhem Zuid      | 2005    | geen                                                                                               |
| Laarstraat       | 1879    | geen, station gesloten in 1919                                                                     |
| De Wetering      | 1879    | geen, station gesloten in 1922                                                                     |
| Arnhemschestraat | 1879    | geen, houten gebouwtje begin jaren 80 verplaatst naar het Spoorwegmuseum, station gesloten in 1919 |
| Elst             | 1879    | 1982, NS, 2e gebouw, uniek ontwerp van Douma                                                       |
| Reet             | 1879    | geen, station gesloten in 1919                                                                     |
| Ressen-Bemmel    | 1879    | geen, gebouw standaardtype Hemmen gesloopt in 1980, station gesloten in de jaren 70                |
| Nijmegen Lent    | 1882    | 2013, NS, 4e gebouw, uniek ontwerp, station gesloten van 1934-1940 en 1940-2002                    |
| Nijmegen         | 1879    | 1954, NS, 3e gebouw, uniek ontwerp van van Ravesteyn                                               |

Station Arnhem was al eerder geopend aan de Rhijnspoorweg.
Wachtposten zijn te vinden op: Lijst van wachtposten aan de spoorlijn Arnhem - Nijmegen